# ICarly (seriál, 2021)
iCarly je americký komediální televizní seriál založený na stejnojmenném televizním seriálu vysílaném na kanále Nickelodeon od roku 2007. V seriálu hrají Miranda Cosgroveová, Nathan Kress a Jerry Trainor, kteří se vrátili do svých původních rolí. Seriál měl premiéru na streamovací službě Paramount+ 17. června 2021.

## Obsazení

### Hlavní role
- Miranda Cosgroveová jako Carly Shay
- Jerry Trainor jako Spencer Shay
- Nathan Kress jako Freddie Benson
- Laci Mosley jako Harper Bettencourt
- Jaidyn Triplett jako Millicent Mitchell

### Vedlejší role
- Mary Scheer jako Marissa Benson

### Hostující role
- Reed Alexander jako Nevel Papperman
- Danielle Morrow jako Nora Dershlit
- Tim Russ jako ředitel Ted Franklin
- Amanda Cerny
- Malea Emma
- Carmela Zumbado
- Erin Mulvey jako Amy
- Rushi Kot

## Vysílání
| Řada | Díly | Premiéra v USA  | Premiéra v USA    | Premiéra v ČR | Premiéra v ČR |
| Řada | Díly | První díl       | Poslední díl      | První díl     | Poslední díl  |
| ---- | ---- | --------------- | ----------------- | ------------- | ------------- |
| 1    | 13   | 17. června 2021 | 26. srpna 2021    | vysíláno      | vysíláno      |
| 2    | 10   | 8. dubna 2022   | 3. června 2022    | vysíláno      | vysíláno      |
| 3    | 10   | 1. června 2023  | 27. července 2023 | vysíláno      | vysíláno      |